# Nordistik
Nordistik eller nordisk filologi är forskning om de nordiska språken. Till de nordiska språken räknas svenska, danska, norska, isländska, färöiska och deras dialekter. En person som forskar i eller studerar detta ämne kallas nordist.